# Cycle solaire 20
Le cycle solaire 20 est le vingtième cycle solaire depuis 1755, date du début du suivi intensif de l'activité et des taches solaires. Il a commencé en 1964 et s'est achevé en 1976.